# Marcelino Owono Edu

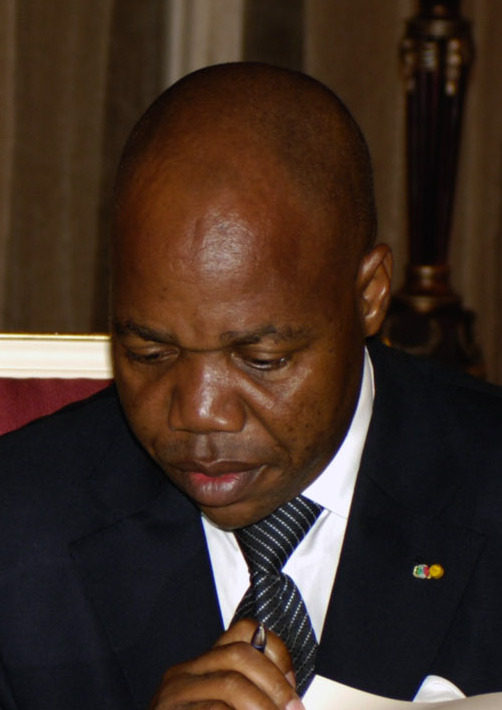
Marcelino Owono Edu (2006)

Marcelino Owono Edu (ur. 1963) – polityk i przedsiębiorca z Gwinei Równikowej.
Urodził się w Eyamoyong w dystrykcie Mongomo w kontynentalnej części kraju. Studiował ekonomię w Związku Radzieckim. Zaangażował się w działalność polityczną, wszedł w skład aparatu władzy, przechodząc przez kolejne szczeble kariery w ministerstwie gospodarki i skarbu. Był dyrektorem generalnym rozmaitych departamentów tego resortu. Przeszedł następnie na stanowisko wiceministra, później zaś przejął kierownictwo tego ministerstwa. W 2008 został ministrem przemysłu, górnictwa i energii. Ostatecznie jednak ponownie powołany na stanowisko ministra skarbu.
Należy do rządzącej Partii Demokratycznej, wchodzi w skład władz tej formacji w rodzinnym mieście. Uznawany niekiedy za osobistego bankiera prezydenta Obianga Nguemy Mbasogo, jest jednym z najbogatszych ludzi w kraju. Należy doń szereg hoteli, restauracji i szpitali w Gwinei, w tym prywatna klinika medyczna Doña Marta w stołecznym Malabo.